# Manuale di Epitteto
L'Enchiridion ("oggetto che si tiene in mano") o Manuale (in greco antico  Ἐγχειρίδιον Ἐπικτήτου, Enkheirídion Epiktḗtou) è uno scritto di filosofia ed etica stoica compilato dallo scrittore greco-romano Arriano, discepolo del filosofo greco Epitteto, alle cui lezioni aveva assistito. Per questo motivo l'opera va sotto il nome di Epitteto e non di Arriano, che pure ne fu l'autore materiale.

## Titolo
Il sostantivo greco τό ἐγχειρίδιον (to encheiridion) è un aggettivo sostantivato di genere neutro dal lemma ἐγχειρίδιος, ον (encheiridios, desinenza maschile e femminile; -on, desinenza neutra), derivante da χείρ (cheir, "mano") e indica, alla lettera, ciò che si può tenere in mano. Di qui, sottintendendo il sostantivo neutro τό βιβλίον (to biblion, "libro"), il significato di "manuale" usato anche in tempi moderni, il quale riflette peraltro una raccomandazione dell'autore stesso, ossia che i suoi allievi dovevano avere i principi della filosofia "a portata di mano" (πρόχειρα, procheira).

## Contenuti

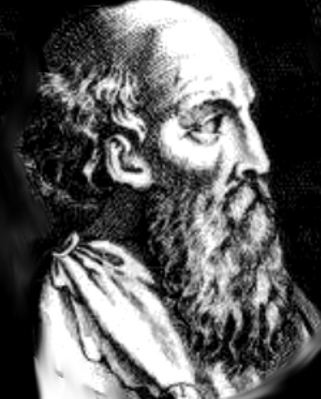
Ritratto di Epitteto

Anche se il contenuto è simile ai Discorsi di Epitteto (o Diatribe), esso non ne è una vera sintesi, ma, piuttosto, costituisce una raccolta di precetti pratici, contenente, come i successivi Colloqui con sé stesso di Marco Aurelio, i concetti principali della dottrina morale stoica e della filosofia di Epitteto. Evitando la metafisica, Arriano, nel riferire le parole del maestro, concentra la sua attenzione sulla parte del lavoro di Epitteto in cui si applica la filosofia alla vita quotidiana. Il tema principale è l'accettazione di ciò che succede.
Tuttavia, "alcune cose sono in nostro potere e altre no" e bisogna agire di conseguenza, assumendosi la responsabilità della pianificazione e attuando ciò che è possibile, con la virtù e senza essere sconvolti o scoraggiati dagli ostacoli e da ciò che non è in nostro controllo.
Il pensiero di Epitteto si fonda su alcuni principi fondamentali espressi attraverso uno stile conciso, fatto di rapide enunciazioni, con lo scopo di formulare gli strumenti per il raggiungimento della felicità. 
Questi sono dunque i dettami per il conseguimento di una vita felice secondo Epitteto:
Per ottenere la felicità occorrerà però saper identificare (con la proairesi, l'uso della ragione) ciò che serve per una condizione felice e saper distinguere (applicando la diairesi, ovvero la scelta che risulta migliore) quanto, di quello che serve, è in nostro esclusivo potere e quanto non lo è.

### Proairesi e diairesi
La proairesi è la facoltà logica, razionale, propria di tutti gli esseri umani, che permette loro di dare significato e distinzione alle esperienze sensibili che di per sé sono indeterminate. Ciò che ha un senso non è infatti la percezione in sé, ma il significato che noi le diamo attraverso la ragione.
La diairesi serve ad esprimere un giudizio riguardante la possibilità di servirci delle cose distinguendo se esse siano a nostra disposizione oppure no. Alcune cose sono in nostro esclusivo potere come, ad esempio, valutazioni, progetti, desideri, impulsi. Tutte queste entità sono da Epitteto definite "proairetiche". 
Non sono invece in nostro pieno potere cose come il corpo, il patrimonio, la reputazione, il lavoro, ecc, entità, queste, da lui chiamate "aproairetiche".
Il raggiungimento della felicità dipende dal buon uso della ragione (proairesi) nel giudicare ciò che serve o non serve (diairesi) per vivere felici.

## Fortuna dell'opera
Per molti secoli l'Enchiridion ha mantenuto una grande autorità sia tra i cristiani sia tra i pagani. Due scrittori cristiani - il monaco Nilo del Sinai e un anonimo suo contemporaneo - ne scrissero una parafrasi nel V secolo e Simplicio di Cilicia ne fece un commento nel VI secolo, così come il gesuita Matteo Ricci farà in Cina, con il suo Libro dei 25 paragrafi. L'opera è stato pubblicata in traduzione in lingua latina da Angelo Poliziano a Roma nel 1493; Filippo Beroaldo pubblicò un'altra edizione a Bologna nel 1496. L'originale greco è stato pubblicato a Venezia con il commento di Simplicio nel 1528 e una traduzione inglese apparve già nel 1567. Durante l'Illuminismo, il libro divenne un testo di scuola di uso comune in Scozia. Nella sua biblioteca, Adam Smith aveva un'edizione del 1670, acquistata quando era studente. La prima traduzione in italiano, direttamente dal greco, è del 1825 ad opera del poeta e scrittore Giacomo Leopardi (prima veniva utilizzato, in Italia, il testo latino del 1493) .
Il libro ebbe anche una notevole influenza sullo stesso Marco Aurelio, su Laurence Sterne, J.D. Salinger, Matthew Arnold, James Joyce, Albert Ellis e James Stockdale (quest'ultimo, militare statunitense pluridecorato, rimasto prigioniero di guerra in Vietnam per molti anni, affermò che la sua sopravvivenza era dovuta anche al ricordare le massime di Epitteto).

## Edizioni
- Epitteto, Manuale di filosofia pratica, traduzione di Giacomo Leopardi, 1825
- Epitteto, Manuale e frammenti, traduzione di Renato Laurenti, 1960
- Epitteto, Manuale di Epitteto, introduzione e commento di Pierre Hadot, Einaudi, 2006
- Epitteto, Tutte le opere. Diatribe - Frammenti - Manuale - Gnomologio, a cura di Giovanni Reale e Cesare Cassanmagnago. Con la collaborazione di Roberto Radice e Giuseppe Girgenti (in appendice la traduzione di G. Leopardi del Manuale), Bompiani, 2009
- Epitteto, Manuale, con la versione latina di Angelo Poliziano e il volgarizzamento di Giacomo Leopardi, a c. di Enrico V. Maltese, Milano, Garzanti, 1991 (6ª ed. 2007)
- Epitteto, Manuale, diatribe e frammenti, sezione L'albero della diaresi, in Philosophia felicitans, traduzione e commento a cura di Franco Scalenghe, 2013